# Агабабян, Варткес Карапетович
Варткес Карапетович Агабабян (25 октября 1906 — после 1985) — советский армянский живописец и скульптор.

## Биография
Варткес Агабабян родился 25 октября 1906 года в городе Ван (Турция). В 1915 году, во время геноцида армян, перебрался с семьёй в Ереван. В 1921—1927 годах учился в Ереванском художественном училище у С. М. Агаджаняна и С. А. Аракеляна.
В 1930 году принял участие в выставке, посвящённой 10-летию Советской Армении. По приглашению К. С. Алабяна занимался росписью клуба. Работал в театре.
В 1931 году переехал в Москву. Занимался оформительскими работами в ЦПКиО им. Горького. Учился в центральной студии Ассоциации художников революции, возглавляемой И. И. Машковым. В 1932 году был принят в московский Союз советских художников. Параллельно с живописью самостоятельно занимался скульптурой.
После начала Великой Отечественной войны переехал в Ереван. Рисовал военно-патриотические плакаты, писал полотна, посвящённые подвигам советского народа: «Победа под Сталинградом», «Наступление», «Зверства фашизма», «Партизаны», «Ленинград. 1941 год». Был награждён медалью «За доблестный труд в Великой Отечественной войне 1941—1945 гг.».
В 1945 году вернулся в Москву, писал картины, посвящённые тематике мира и послевоенного возрождения страны. Писал портреты, пейзажи, натюрморты, монументальные композиции. В 1960—1970-х годах писал картины лирического характера. В 1970—1980-х годах писал большие по формату монументальные полотна. В 1980-х годах работал в смешанной технике, используя наряду с масляной краской темперу и цветные мелки.
После войны активно работал в скульптуре. Выполнил портреты деятелей культуры и автопортреты, а также более десяти садово-парковых скульптур, посвящённых спорту и молодости.
В 1985 году в Москве состоялась персональная выставка картин и скульптур Варткеса Агабабяна.